# Medal Straży Wybrzeża za Wybitną Służbę
Medal Straży Wybrzeża za Wybitną Służbę (ang. Coast Guard Distinguished Service Medal) – amerykańskie odznaczenie wojskowe Straży Wybrzeża Stanów Zjednoczonych, ustanowione w sierpniu 1949 roku (pierwsze nadanie miało miejsce dopiero w 1961 roku), przyznawane za wybitną służbę dla rządu Stanów Zjednoczonych w warunkach dużej odpowiedzialności (exceptionally meritorious service to the United States government in a duty of great responsibility). Jest trzecim w hierarchii odznaczeniem nadawanym w Straży Wybrzeża, po Medalu Honoru i Krzyżu Marynarki Wojennej. Do 2003 roku medal był nadawany przez Departament Transportu USA. Obecnie nadaje go Sekretarz Departamentu Bezpieczeństwa Narodowego.
Medal jest przyznawany wojskowym Straży Wybrzeża (w praktyce niemal wyłącznie admirałom i wyższym oficerom), oraz żołnierzom innych rodzajów sił zbrojnych USA. W szczególnych wypadkach medal mogą otrzymać także przedstawiciele sił zbrojnych innych państw. Może być też przyznany wielokrotnie. Kolejne nadanie zaznacza się poprzez nałożenie złotej pięcioramiennej gwiazdki na wstążkę i baretkę.